# Jerônimo Tomé da Silva
Dom Jerônimo Tomé da Silva  (Sobral, 12 de junho de 1849 — Salvador,  19 de fevereiro de 1924) foi um bispo católico brasileiro. Foi o décimo primeiro bispo de Belém do Pará e vigésimo-primeiro arcebispo de São Salvador da Bahia.
Filho do coronel João Tomé da Silva e Dona Maria da Penha Frota, era, portanto, irmão de João Tomé da Silva, ex-governador do Espírito Santo, de Santa Catarina e de Alagoas, e tio de João Tomé de Saboia e Silva, ex-governador do Ceará. Foi batizado por seu tio, o padre Miguel Francisco da Frota, dezesseis dias após seu nascimento. Foram seus padrinhos Miguel Francisco do Monte e Ana Clara Francisca do Monte, os pais de Antônio Sabino do Monte, ex-governador da Paraíba.
Sua família o enviou a Salvador para que cursasse a Faculdade de Medicina da Bahia, mas ele preferiu a vida eclesiástica, partindo para a Europa em 1864. Doutor em Filosofia em 1869 e em Teologia em 1873 pela Pontifícia Universidade Gregoriana, em Roma, ordenou-se sacerdote nesta cidade em 1872. Retornando a Fortaleza, foi professor de Filosofia do Seminário da Prainha.
Autor de obras religiosas e filosóficas, bem como de discursos memoráveis. Foi sócio honorário do Instituto do Ceará e é um dos patronos da Academia Cearense de Letras.

## Bispo do Pará

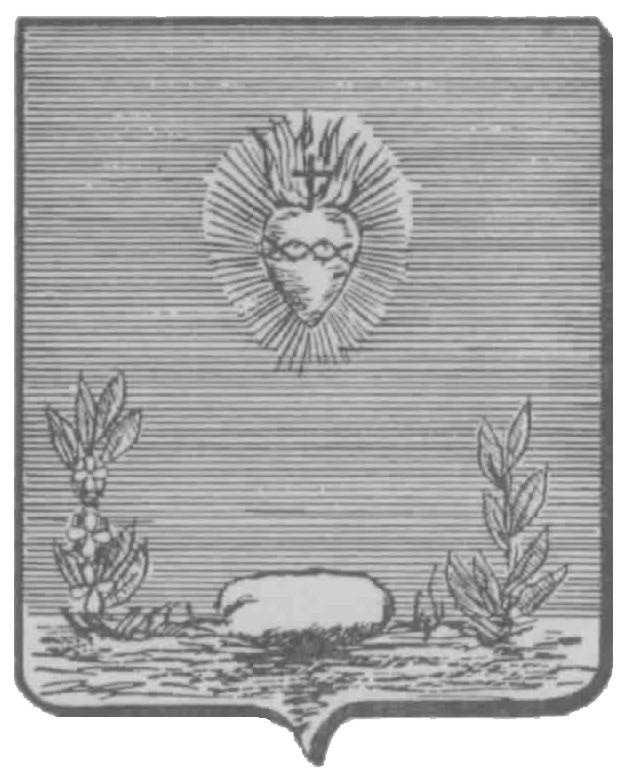
Brasão d'armas de Dom Jerônimo Tomé da Silva, quando Bispo.

Dom Jerônimo é nomeado bispo do Pará pelo Papa Leão XIII no dia 26 de junho de 1890.
Dom Jerônimo foi ordenado bispo em Roma, no dia 26 de outubro de 1890, pelas mãos de Dom Mariano Cardeal Rampolla del Tindaro, Dom Antônio de Macedo Costa e Dom Domenico Cardeal Ferrata.
Dom Jerônimo chegou ao Pará no dia 2 de fevereiro de 1891, tomando posse no dia 9 deste mesmo mês. Em 1892, no dia 27 de abril, o Papa Leão XIII cria a Diocese do Amazonas, a partir de território desmembrado da Diocese de Belém do Pará.
No dia 30 de abril de 1892 é sagrada a Catedral de Belém, após artística restauração empreendida por Dom Antônio de Macedo Costa. Foram co-celebrantes Dom Antônio Cândido de Alvarenga, bispo do Maranhão, e Dom Joaquim José Vieira, bispo do Ceará.

## Arcebispo de São Salvador da Bahia
No dia 12 de setembro de 1893 Dom Jerônimo é transferido para a Arquidiocese de São Salvador da Bahia, onde permanecerá até sua morte em 1924, aos 74 anos de idade. Durante seu governo foram criadas as dioceses de Caetité, Ilhéus e da Barra. Dele registrou Borges de Barros:
"Infatigável no cumprimento de seus sagrados deveres, S. Rvmª dá constantemente a insigne honra de sua visita às localidades do Estado, inquirindo de suas necessidades, providenciando sobre assuntos de inadiável solução".

## Ordenações episcopais
Dom Jerônimo Tomé da Silva foi o principal sagrante de:
- Dom Manuel Antônio de Oliveira Lopes
- Dom Manoel da Silva Gomes
- Dom Miguel de Lima Valverde
- Dom Manoel Raimundo de Melo
- Dom Quintino Rodrigo de Oliveira e Silva
- Dom José Tupinambá da Frota
- Dom José Maurício da Rocha
- Dom Ranulfo da Silva Farias
- Dom Ático Eusébio da Rocha

## Sucessão
Dom Jerônimo Tomé da Silva é o 10 º bispo de Belém do Pará, sucedeu a Dom Antônio de Macedo Costa e teve como sucessor Dom Antônio Manoel de Castilho Brandão.
Na Bahia, Dom Jerônimo Tomé da Silva é o 21º arcebispo, sucedeu a Dom Antônio de Macedo Costa e teve como sucessor Dom Augusto Álvaro Cardeal da Silva.